# Zierkirschen-Birke
Die Zierkirschen-Birke (Betula grossa) oder Grossers Birke ist ein mittelgroßer Laubbaum aus der Gattung der Birken in der Familie der Birkengewächse (Betulaceae). Das Verbreitungsgebiet umfasst einige Inseln Japans.

## Beschreibung

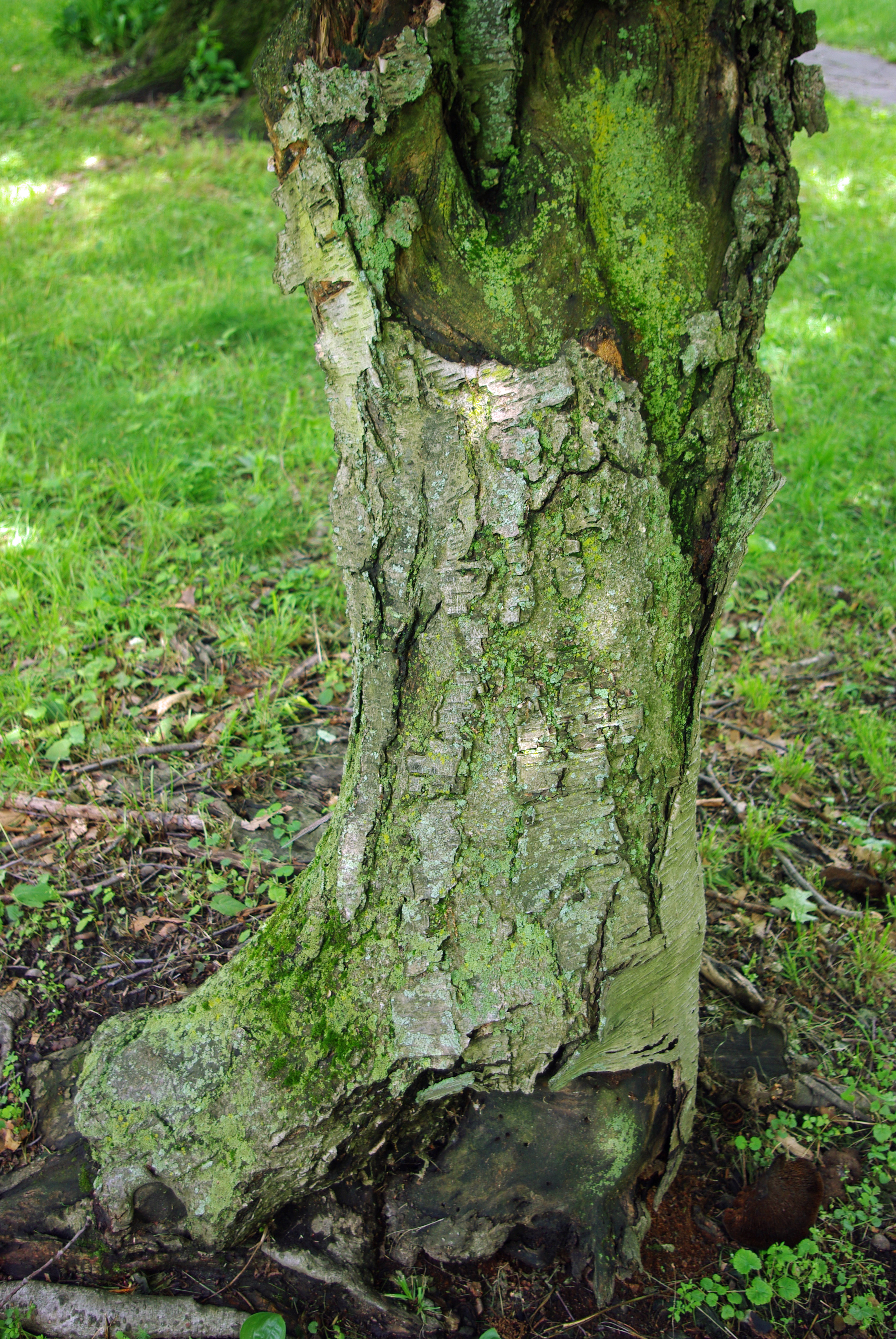
Stamm

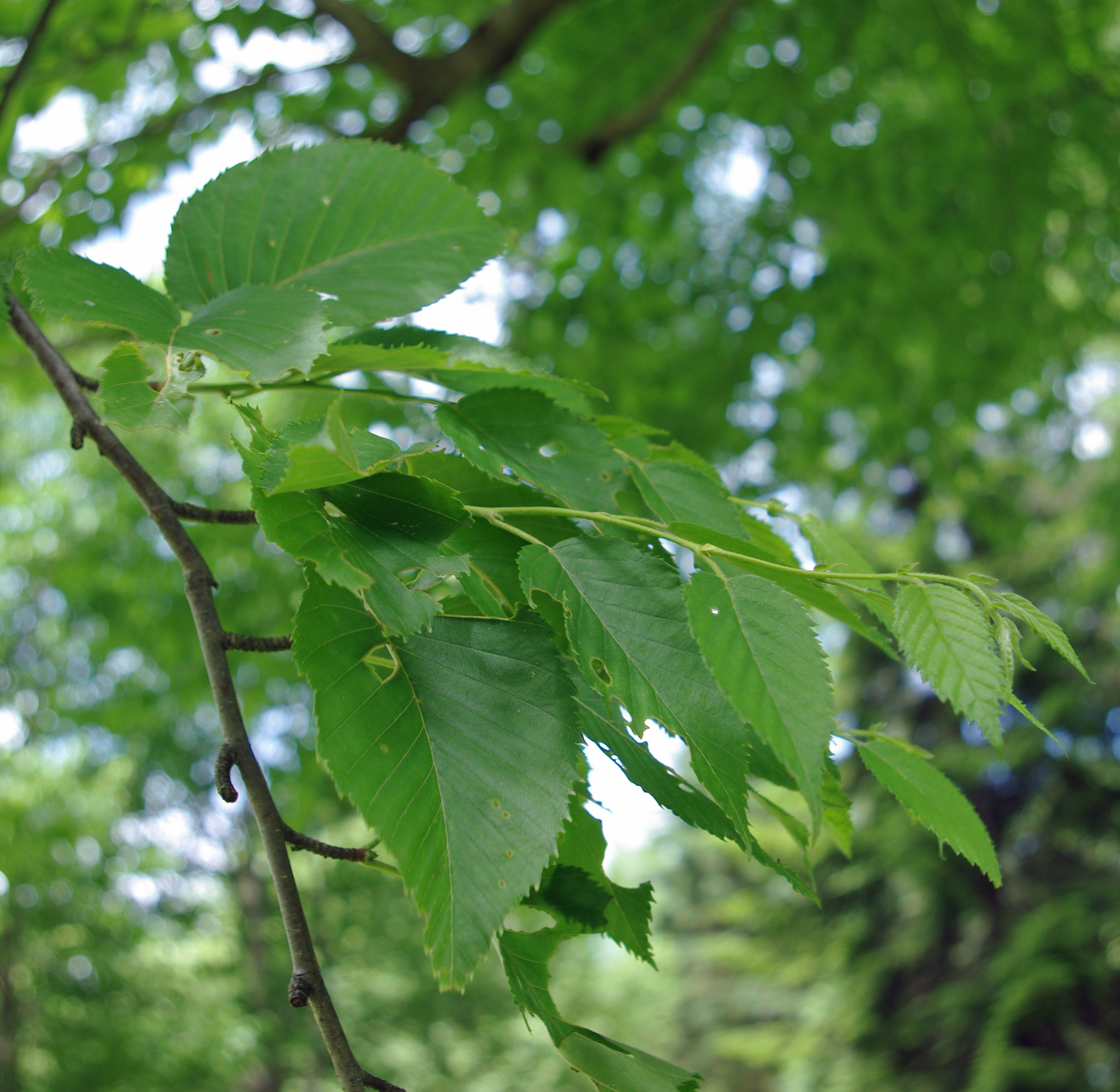
Laub

Die Zierkirschen-Birke ist ein bis 25 Meter hoher Baum mit schwarzgrauer, glatter Rinde, die an älteren Stämmen rissig wird. Junge Triebe sind gelbbraun und etwas behaart und werden später rotbraun und kahl. Die Blätter sind eiförmig, 5 bis 9 Zentimeter lang, zugespitzt mit leicht herzförmiger Basis und grob doppelt gesägtem Rand. Die Blattoberseite ist dunkelgrün und angedrückt behaart, die Unterseite ist mit Drüsen besetzt. Je Blatt werden 8 bis 14 Nervenpaare gebildet, die auf der Blattunterseite seidig behaart sind. Der Blattstiel ist 1 bis 2 Zentimeter lang. Als weibliche Blütenstände werden 2 Zentimeter lange, aufrecht stehende, zylindrisch-eiförmige Kätzchen gebildet. Die Fruchtschuppen haben kurze abgerundete Lappen, der Mittellappen sind doppelt so lang wie die Seitenlappen.
Die Chromosomenzahl beträgt 2n = 84.

## Verbreitung und Ökologie
Das Verbreitungsgebiet liegt auf den japanischen Inseln Honshū, Kyushu und Shikoku. Dort wächst sie in artenreichen Wäldern auf frischen bis feuchten, nährstoffreichen, schwach sauren bis alkalischen, meist lehmigen Böden an sonnigen bis lichtschattigen Standorten. Die Art ist wärmeliebend und meist frosthart.

## Systematik und Forschungsgeschichte
Die Zierkirschen-Birke (Betula costata) ist eine Art aus der Gattung der Birken (Betula) in der Familie der Birkengewächse (Betulaceae). Die Erstbeschreibung erfolgte 1846 durch Philipp Franz von Siebold und Joseph Gerhard Zuccarini in den Abhandlungen der Mathematisch-Physikalischen Classe der Königlich Bayerischen Akademie der Wissenschaften. Ein Synonym ist Betula ulmifolia Siebold & Zucc.

## Verwendung
Die Art wird nur selten genutzt.

## Nachweise